# ISO 3166-2:GA
ISO 3166-2:GA — стандарт Международной организации по стандартизации, который определяет геокоды. Является подмножеством стандарта ISO 3166-2, относящимся к Габону. Стандарт охватывает 9 провинций Габона. Каждый геокод состоит из двух частей: кода Alpha2 по стандарту ISO 3166-1 для Габона — GA и дополнительного кода, записанных через дефис. Дополнительный код образован односимвольным числом. Геокоды областей Габона являются подмножеством кодов домена верхнего уровня — GA, присвоенного Габону в соответствии со стандартами ISO 3166-1.

## Геокоды Габона
Геокоды 9 провинций административно-территориального деления Габона.
| Геокод | Административная единица | Статус    |
| ------ | ------------------------ | --------- |
| GA-2   | Верхнее Огове            | провинция |
| GA-9   | Волё-Нтем                | провинция |
| GA-4   | Нгуни                    | провинция |
| GA-5   | Ньянга                   | провинция |
| GA-6   | Огове-Ивиндо             | провинция |
| GA-7   | Огове-Лоло               | провинция |
| GA-8   | Огове-Маритим            | провинция |
| GA-3   | Среднее Огове            | провинция |
| GA-1   | Эстуарий                 | провинция |

## Геокоды пограничных Габону государств
- Камерун — ISO 3166-2:CM (на севере),
- Экваториальная Гвинея — ISO 3166-2:GQ (на северо-западе),
- Республика Конго — ISO 3166-2:CG (на востоке и юге).